# Мамврийский дуб

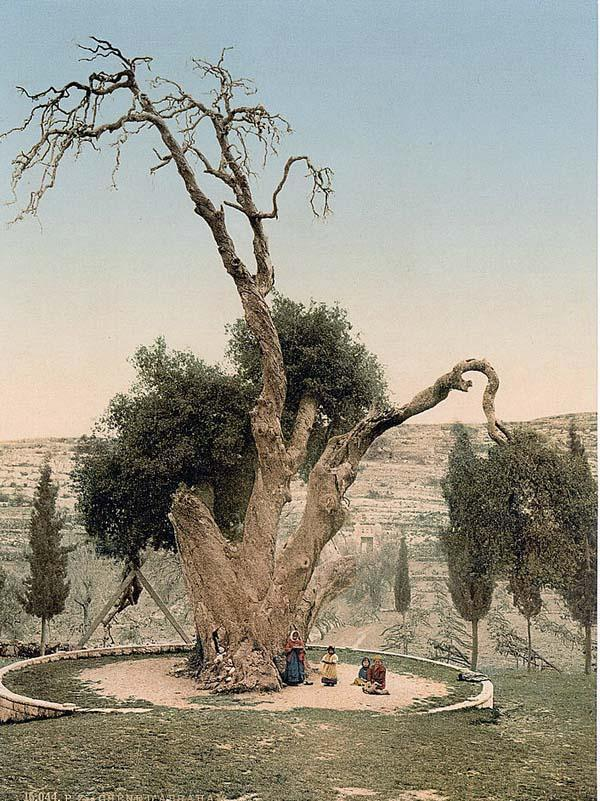
Мамврийский дуб.
Фото 1890—1900 годов.

Мамври́йский дуб, или Дуб Авраама — дерево, под которым, согласно Библии, Авраам принимал Бога. Библия сообщает, что «явился ему Господь у дубравы Мамре, когда он сидел при входе в шатёр, во время зноя дневного» (Быт. 18:1). Авраам предложил трём ангелам, явившимся ему в образе путников: «отдохните под сим деревом» (Быт. 18:4). Согласно преданию, дерево сохранилось до наших дней, это вечнозелёный палестинский дуб (лат. Quercus calliprinos), которому, как полагают, около 5000 лет.
Находится на территории русского монастыря Святой Троицы в Хевроне, в 3 км северо-западнее пещеры Махпела, на Западном берегу реки Иордан, в Палестинской автономии.

## История

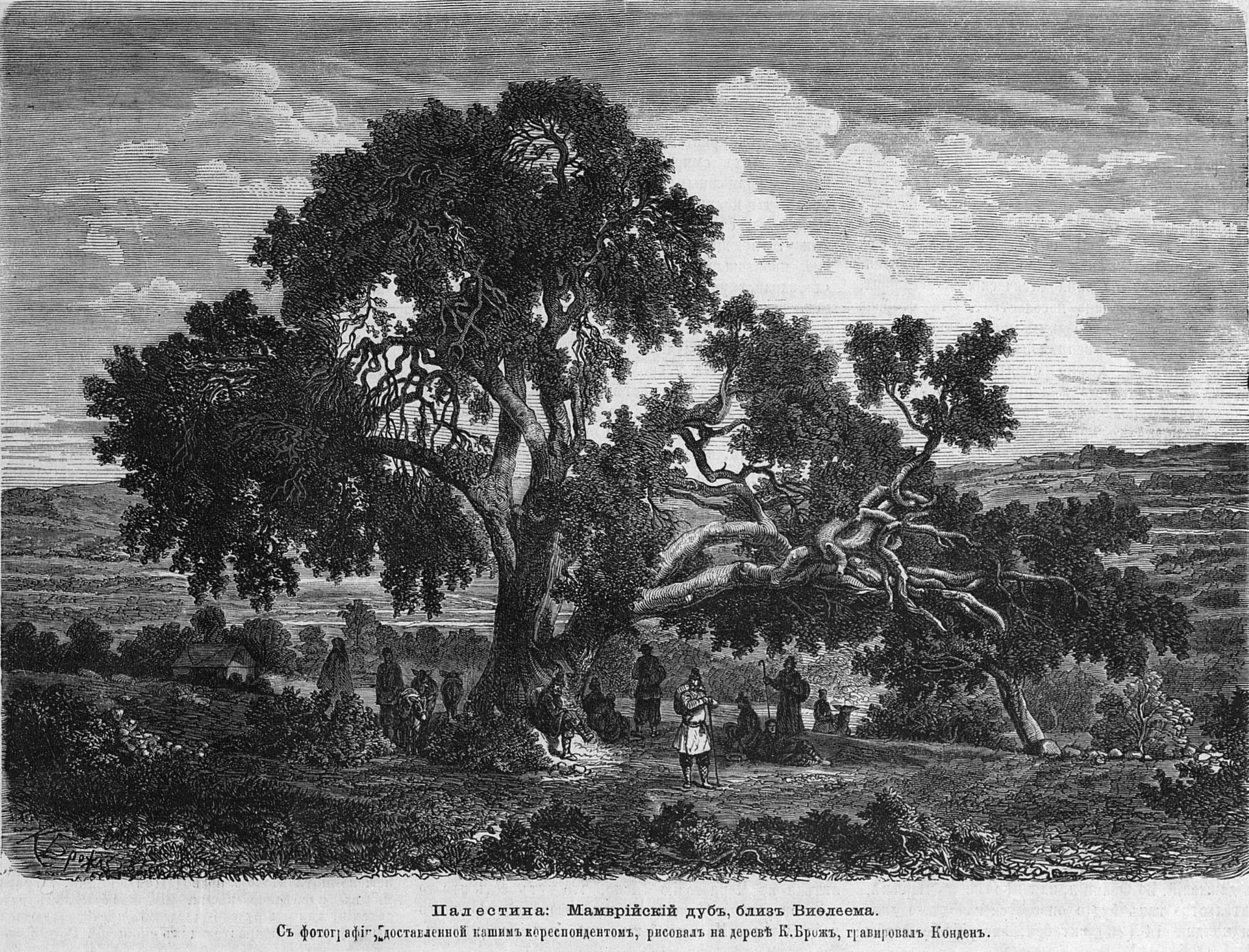
Рисунок с фотографии 1862 года

Дуб известен по преданиям христиан, евреев и мусульман, которые издавна отождествляли эту местность с библейской дубравой Мамре, собственно дуб и есть остаток этой дубравы. Сохранилось описание дуба, сделанное русским паломником игуменом Даниилом в начале XII века:

Дуб же тот святой рядом с дорогой; когда там идешь, по правую руку; и стоит, красив, на высокой горе. А вокруг корней его внизу Бог вымостил мрамором белым как пол церковный. Вымощено около всего дуба того хорошего; посреди этого помоста вырос дуб святой из камня этого, удивительный! Дуб этот не очень высок, раскидист очень и густ ветвями, и плодов на нём много. Ветки же его низко к земле склонились, так что муж может, на земле стоя, достать его ветки. Окружность его в самом толстом месте две сажени, а высота его ствола до ветвей — полторы сажени. Удивительно и чудесно, что столько много лет стоит дерево то на такой высокой горе и не повреждено, не искрошилось!

Дерево обнаружил начальник Русской духовной миссии в Иерусалиме архимандрит Антонин (Капустин). Он исследовал окрестности Хеврона, сверял свои наблюдения с библейскими текстами и рассказами местных жителей. В 1868 году он приобрёл участок земли, на котором произрастал дуб. Место стало привлекать русских паломников, и постепенно площадь владений Русской церкви расширялась. В XX веке поблизости был выстроен монастырь Святой Троицы. После революции 1917 года земля перешла во владение Русской православной церкви заграницей, с 1997 года при участии Ясира Арафата передана Русской православной церкви.
По мнению специалистов, в результате строительных работ, проведённых в 1970-х годах, когда вокруг древнего дерева была возведена кольцевая подпорная стенка в форме чаши, начался постепенный, но необратимый процесс отмирания корней дуба. Спустя четверть века это привело к тому, что и ствол дерева полностью засох. Последний зелёный лист на основном стволе Мамврийского дуба наблюдали в апреле 1996 года. Вероятно, это связано с паломниками, которые отрывали от дерева куски коры. До засыхания дерева считалось, что две части дерева символизируют два завета, засохшая часть — Ветхий Завет (период исполненного закона, завет на смену которому дан новый: Мф. 5:17, Рим. 10:4, Евр. 8:13), зелёная — Новый Завет (завет по закону духа жизни: Рим. 8:1, 2). Существует православное предание, что смерть этого дерева является одним из признаков конца света. Примерно в 1997 году от корня дерева начал расти новый молодой побег, что дало верующим основание считать, что мир в очередной раз помилован. За двадцать лет он превратился в кустистое зелёное молодое деревце.
С 2016 года усердием ключаря подворья Русской миссии в Хевроне иеромонаха Алексия (Елисеева) ведутся работы по консервации Мамврийского дуба от гниения, обработке древесины от вредителей и болезней.
В феврале 2019 года пришло известие, что металлические подпорки, удерживавшие самую старую сухую часть дуба от падения, прогнили, и этот ствол Мамврийского дуба рухнул. Российские специалисты ведут работы по освобождению ветхозаветного дерева от отмерших частей, которые препятствуют росту молодых побегов из корневой части дуба: сейчас из его корня растут два новых ствола. Все собранные фрагменты упавшей древнейшей части дуба будут выставлены в храме подворья святых Праотцев.
В начале XX века Филипп Луганский как благословение Святой земли привёз из паломнической поездки веточку Мамврийского дуба. Рядом с бывшей станцией Старая Ильинка Ростовской области он посадил веточку, а на вопросы отвечал: «Здесь она нужнее будет». Вскоре из веточки вырос молодой дуб, а у корней забил источник, названный в честь Параскевы Пятницы.

## Галерея

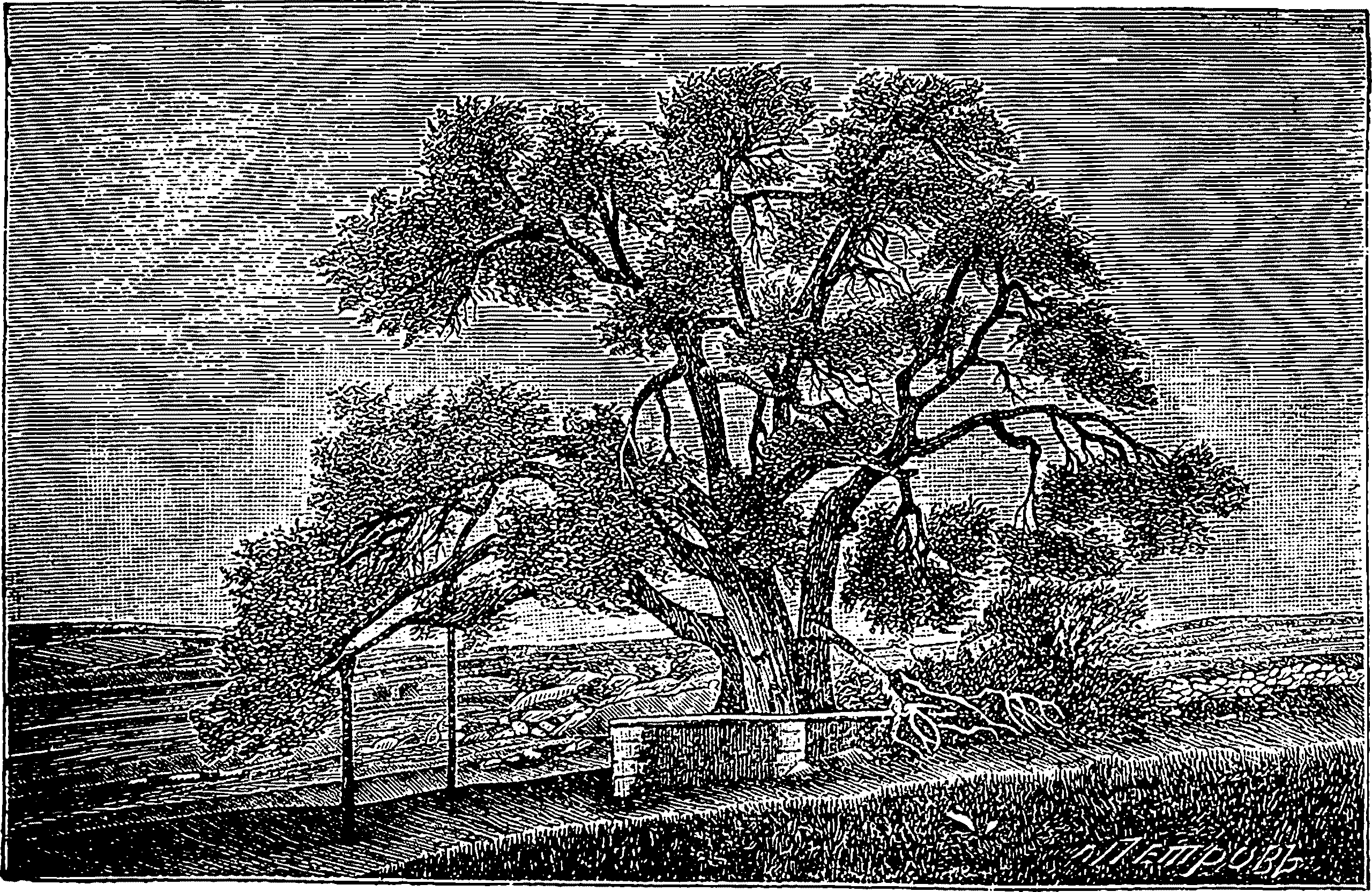
Гравюра из «БЭАН».
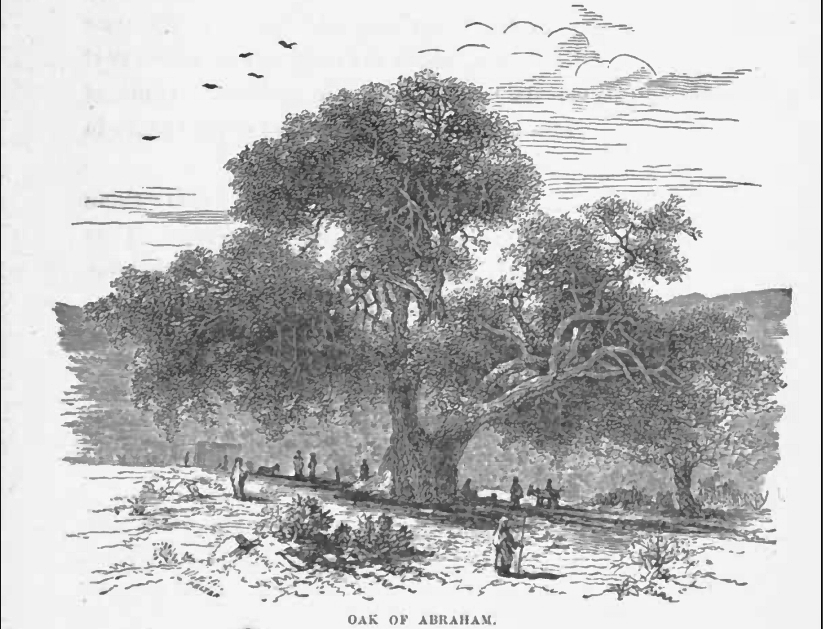
Рисунок, 1887 год.
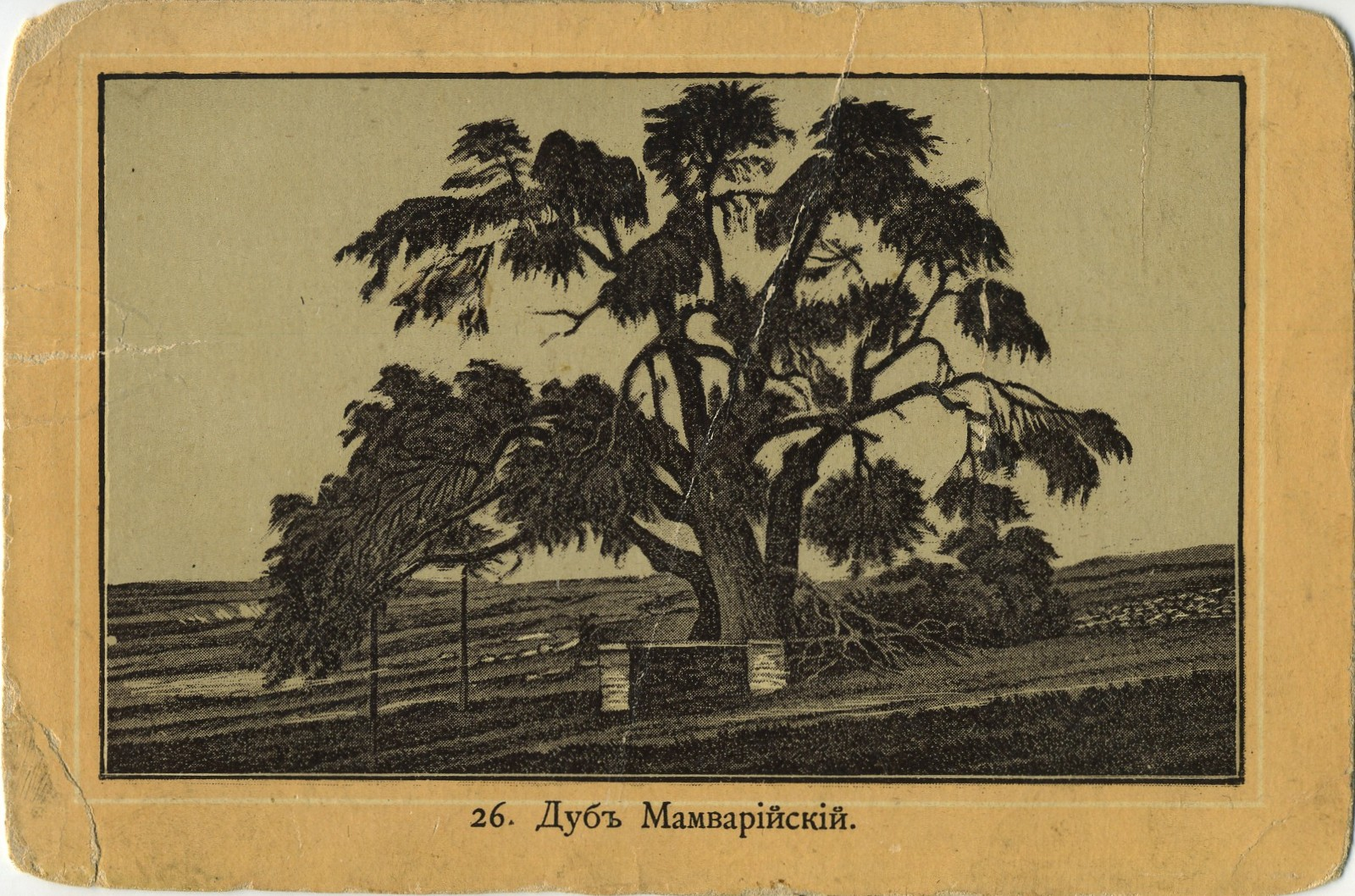
Открытка, около 1890 года.
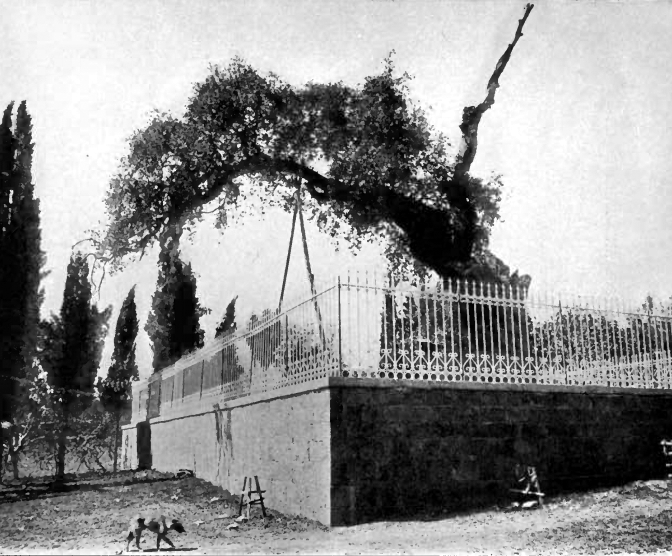
Фото, 1912 год.